# Vanke
Vanke Co., Ltd. (zjednodušená čínština: 万科; tradiční čínština: 萬科; pinjin: Wànkē; Jyutping: maan6 fo1) je velký developer rezidenčních nemovitostí v Číně. Zabývá se výstavbou, správou a prodejem nemovitostí ve více než 60 městech pevninské Číny v deltě Perlové řeky, deltě řeky Jang-c'-ťiang a v oblasti Bohai-Rim, přičemž poskytuje investiční, obchodní, poradenské služby a e-business. Od roku 2012 expanduje také do Hongkongu, Spojených států, Velké Británie a Malajsie. Jejím největším akcionářem je společnost Shenzhen Metro.
Sídlí v budově Vanke Center (万科中心) v Dameisha, okres Yantian, Šen-čen, provincie Guangdong.
Společnost Vanke byla založena v roce 1984 a v roce 1991 kótována na burze cenných papírů v Šen-čenu, po Shenzhen Development Bank jako druhá společnost kótovaná na burze cenných papírů v Šen-čenu. V roce 2006 měla největší tržní kapitalizaci na burze cenných papírů v Šen-čenu.
V roce 2020 se společnost Vanke umístila na 208. místě v žebříčku Fortune Global 500. Podle časopisu Fortune měla společnost v tomto roce tržby ve výši 53,253 miliardy USD, aktiva v hodnotě 248,360 miliardy USD a 131 505 zaměstnanců.
Společnost Vanke se v roce 2020 umístila také na 96. místě žebříčku Forbes Global 2000.
K 21. únoru 2019 činila její tržní kapitalizace 44 miliard USD.
V březnu 2024 snížila agentura Moody's Ratings ratingové hodnocení společnosti Vanke na stupeň Ba1 s odkazem na „značné úvěrové riziko“ společnosti.
Čínské státní médium Economic Observer uvedlo, že generální ředitel společnosti Vanke Zhu Jiusheng byl 15. ledna 2025 „odveden“ orgány veřejné bezpečnosti.